# エゴー・メコンチェフ
エゴー・メコンチェフ（Egor Mekhontsev、1984年11月14日 - ）は、ロシアのプロボクサー。スヴェルドロフスク州アスベスト出身。2012年ロンドンオリンピックライトヘビー級金メダリスト。アマチュア時代はライトヘビー級とヘビー級の2階級で活躍した。

## アマチュア時代
2004年ロシアシニア選手権にライトヘビー級部門で出場。決勝でミハエル・ガラに敗れ銀メダルを獲得した。
2005年、ロシアシニア選手権に出場、決勝で敗れ2年連続で銀メダルを獲得した。
2005年、中華人民共和国綿陽市で開催された2005年世界ボクシング選手権大会にライトヘビー級(81kg)で出場するが準々決勝で敗退
。
2006年、ロシアシニア選手権にライトヘビー級(81kg)で出場。準決勝でアルツール・ベテビイェブに敗れ銅メダルを獲得した。
2007年、ロシアシニア選手権にライトヘビー級(81kg)で出場するも準決勝でエフゲニー・マカーレンコに敗れ2年連続銅メダルに終わった。
ヘビー級に階級を上げた。
2008年、イギリスリバプールで行われたヨーロッパボクシング選手権にヘビー級(91kg)で出場。初戦を4回終了時棄権で勝利を収めると、2回戦は14-1の大差判定勝ち。準決勝は接戦ながらも5-2ながら薄氷の僅差判定勝ち。決勝は9-2の判定で優勝を飾った。
2009年、イタリアミラノで開かれたAIBA世界ボクシング選手権にヘビー級(91kg)で出場。3回戦でクレメンテ・ルッソを、準決勝でアレクサンデル・ウシクに勝利して金メダルを獲得した。
2010年。地元モスクワで開催されたヨーロッパアマチュアボクシング選手権にヘビー級(91kg)で出場し、金メダルを獲得。
階級を再びライトヘビー級に落とした。
2011年、アゼルバイジャンバクーで開催されたAIBA世界ボクシング選手権にライトヘビー級(81kg)で出場、準々決勝でオレクサンドル・グウォジクに勝利するが、準決勝でこの大会で金メダルを獲得するフリオ・セサール・ラ・クルスに敗れ銅メダルを獲得した。
2012年、ロンドンオリンピックにライトヘビー級(81kg)で出場。順当に勝ち進み決勝でアディリベク・ニヤジムベトフを破り優勝を果たした。
試合後プロに転向することを正式に発表した。

## プロ時代
プロ転向を発表したメコンチェフはアメリカに渡り、ボブ・アラムのトップランクと契約を交わし、ルスラン・プロボドニコフなどの有力ロシア人ボクサーを抱えるマネージャーのヴァデイム・コーニロブと契約を交わした。
2013年12月7日、ニュージャージー州アトランティックシティの ボードウォーク・ホール・ダンスホールでギレルモ・リゴンドウVSジョセフ・アグベコの前座でライトヘビー級4回戦でピーター・カジガスとの対戦。左アッパーで3回2分35秒TKO勝ちでデビュー戦を白星で飾った。
2014年2月22日、マカオにあるザ・ベネチアン・マカオ内コタイ・アリーナで村田諒太と鄒市明とメコンチェフの金メダリスト3人のトリプルメインを軸にした「リング・オブ・ゴールド」に登場。アッタポーン・ジャリトラムとのライトヘビー級6回戦に登場し、連打でペースを握るとほとんど打たせず2回には左フックでダウンを奪うと、最後は連打にさらしてレフェリーがストップ。2回2分19秒TKO勝ちを収めた。
2014年4月11日、ネバダ州ラスベガスマンダレイ・ベイ・イベント・センターでラモン・ウィリアムスとライトヘビー級契約6回戦を行い3回1分34秒TKO勝ちを収めた。
2014年7月19日、ザ・ベネチアン・マカオ内コタイ・アリーナで、鄒市明対ルイス・デ・ラ・ロサの前座でマイク・ミラフェンテスとライトヘビー級6回戦を行い3回終了時にミラフェンテスが棄権したため勝利を収めた。

## 戦績
- プロボクシング：8戦 8勝 (7KO) 無敗

| 戦           | 日付           | 勝敗 | 時間    | 内容    | 対戦相手                         | 国籍           | 備考           |
| ------------ | -------------- | ---- | ------- | ------- | -------------------------------- | -------------- | -------------- |
| 1            | 2013年12月7日  | 勝利 | 3R 2:35 | TKO     | ピーター・カジガス               | アメリカ合衆国 | プロデビュー戦 |
| 2            | 2014年2月22日  | 勝利 | 2R 2:19 | TKO     | アッタポーン・ジャリトラム       | タイ           |                |
| 3            | 2014年4月11日  | 勝利 | 3R 1:34 | TKO     | ラモン・ウィリアムス             | アメリカ合衆国 |                |
| 4            | 2014年7月19日  | 勝利 | 3R 3:00 | TKO     | マイク・ミラフェンテス           | フィリピン     |                |
| 5            | 2014年9月6日   | 勝利 | 3R 2:11 | TKO     | サムエル・ミラー                 | コロンビア     |                |
| 6            | 2014年11月8日  | 勝利 | 2R 2:22 | TKO     | ジナー・ゲレーロ                 | エクアドル     |                |
| 7            | 2014年11月28日 | 勝利 | 8R      | 判定3-0 | ジョーイ・ベガ                   | ウガンダ       |                |
| 8            | 2015年3月14日  | 勝利 | 1R 0:31 | TKO     | マルセロ・レアンドロ・ダ・シルバ | ブラジル       |                |
| テンプレート |                |      |         |         |                                  |                |                |